# 다카하시 나오키 (야구인)
다카하시 나오키(일본어: 高橋 直樹, 1945년 2월 15일~)는 일본의 전 프로 야구 선수이자 야구 지도자, 야구 해설가·평론가, 기업인이다.
유한회사 나오키 기획(히바리 프로덕션과 업무 제휴)의 소속이며 유한회사 나오키 기획에서는 주로 프로 야구 선수의 강연·야구 교실을 하고 있을 뿐만 아니라 그 외에도 연예계에서의 이벤트·기획 등의 업무도 병행하고 있다.

## 인물

### 프로 입단 전
오이타현 사이키시 출신으로 오이타 현립 쓰쿠미 고등학교 시절에는 1963년 하계 고시엔 대회(제45회 전국 고등학교 야구 선수권 대회)에 출전했다. 이듬해 와세다 대학에 진학하여 도쿄 6대학 리그에서는 야기사와 소로쿠, 미와타 가쓰토시의 후보 선수로 12경기에 등판해 2승 2패를 기록했다. 1967년에 열린 프로 야구 드래프트 회의에선 도에이 플라이어스로부터 3순위로 지명을 받았는데 드래프트의 교섭권을 보류한 채로 닛폰 강관에 입사, 1968년 도시 대항 야구 대회에 에이스로서 출전했다. 이 대회의 1차전 상대인 미쓰비시 중공업 미즈시마와의 경기에서 마쓰오카 히로무와 투수전을 펼친 끝에 1대 0으로 승리하는 등 맹활약했다.

### 프로 야구 선수 시절
그 후, 드래프트 최종 기한(1968년 10월 10일)을 앞두고 도에이 플라이어스에 입단해 도바시 마사유키로부터 등번호 21번을 물려받았다. 느긋한 움직임으로부터 손목을 꺾어 공을 쥐고 있는 부분을 보여주는 폼으로 던진 측면에 가까운 언더핸드 투수로서 2년째인 1969년부터 선발 로테이션에 정착했고 5월까지 5승, 그 후 승리에서는 멀어졌지만 7월 후반부터 8승을 거두는 등 시즌 13승(12선발승)을 기록했다. 이것의 활약으로 팀을 대표하는 에이스가 되었다.
1973년 6월 16일 긴테쓰 버펄로스와의 경기에서 타자 27명을 상대로 노히트 노런을 달성했고 이듬해 1974년 8월 18일 긴테쓰와의 경기에서 ‘선발로서 리드한 채로 5회를 던진 후 한 번은 3루수로서 수비를 맡고, 세이브를 기록할 수 있는 조건에서 구원 등판하여 9회까지 던진 후 팀이 승리’함으로써 역사상 유일하게 ‘혼자서 한 경기에서의 승리 투수와 세이브 투수의 양쪽 모두 기록’을 달성했다(룰 개정에 의해 다음 시즌부터 달성하는 자체가 불가능해졌다).
1975년에는 17승(15선발승)을 올리는 등(1977년 17선발승으로 선발승 기록 갱신) 도에이 시대 말기부터 오랫동안 부동의 에이스로서 활약했다. 1979년 나루토 스프링 캠프 때에는 부드러운 표정을 커버하기 위해 콧수염을 기르기 시작했으며 현재에도 안경과 함께 자신의 트레이드 마크가 되고 있다. 그해 4월에는 퍼시픽 리그 첫 월간 MVP를 수상했고 최종적으로는 시즌 최다 무볼넷 경기 11차례라는 퍼시픽 리그 기록과 시즌 20승(16선발승)을 남겼다.
오사와 게이지 감독의 마무리 투수 보강의 팀 개혁과 맞물리는 형태로 1981년에는 에나쓰 유타카와의 맞트레이드로 히로시마 도요 카프에 전격으로 이적했다. 20승 에이스와 구원 에이스와의 맞트레이드로 대형 맞트레이드가 성사되면서 화제가 되었다. 당시 오사와는 다카하시에게 투수진의 중심이 될 것을 기대하고 있어서 히로시마의 마쓰다 고헤이 구단주와 고바 다케시 감독에게 에나쓰의 영입을 신청했을 때 맞교환의 조건으로 다카하시의 이름을 거론하자 “다카하시만은 내놓을 수 없다”고 대답했다. 그러나 히로시마 측은 조건을 양보하지 않았고 고심 끝에 결정했다고 훗날 밝혔다.
히로시마에서는 2년 동안 2승(1선발승)을 기록했고 시즌 중인 1982년 6월에 후루사와 겐지, 오하라 데쓰야와의 맞트레이드로 세이부 라이온스에 이적했다. 와세다 대학 선배인 히로오카 다쓰로 감독 밑에서 다시 한 번 익숙한 퍼시픽 리그에서 7승(모두 선발)을 올리는 등 라이온스가 도코로자와로 연고지를 이전한 이후 첫 리그 우승과 일본 시리즈 우승에 기여했다. 또한 이듬해 1983년에는 13승(모두 선발) 3패를 기록하여 최고 승률 타이틀을 획득했다. 1985년 오프에는 요미우리 자이언츠에 트레이드로 이적하여 이듬해 1986년에 은퇴했고 41세까지 현역 생활을 계속했다. 통산 169승(158선발승) 가운데 167승(157선발승)을 퍼시픽 리그에서 기록했다.

### 그 후
1987년부터 1992년까지 니혼 TV 해설자, 1993년부터 1995년까지 요코하마 베이스타스 1군 투수 코치를 맡았고 1996년에는 NHK에서 메이저 리그 중계의 해설을 맡았다. 1997년에는 메이저 리그 팀인 캔자스시티 로열스에서 일본인으로서는 최초로 투수 코치로 발탁돼 1년간 맡았다.
1998년부터는 NHK의 메이저 리그 중계 메인 해설자로 활동 중에 있고 2010년부터 류쓰 케이자이 대학 경식 야구부의 코치를 맡고 있다.

## 야구 이외의 활동
- 2004년, 요코하마시 고호쿠구에서 대형 접골원 ‘리리아타운 접골원’을 개업했다. 원내에 ‘다카하시 나오키 스포츠 케어 오피스’를 마련해 야구 선수를 꿈꾸는 청소년들의 신체 관리의 중요함을 전하고 있다.
- 2006년, 쌀겨 100%의 효소 목욕탕인 ‘살롱 드 효소’를 개업했는데 프로 야구 선수나 연예인, 각계 저명인이 신체 관리를 위해 방문하는 것으로 언론에 보도됐다.
- 그 외에도 부동산 임대 사업에도 종사하고 있다.
- 사업가로서 성공한 야구인으로 소개돼 강연 활동과 환갑 야구, 소년 야구 지도 등 자원 봉사활동도 하고 있다.

## 에피소드
- 어렸을 때는 몸이 약해서 초등학교 입학을 1년 늦췄다.
- 현역 시절이던 1980년에 도쿄 12채널에서 방영된 드라마 《미라클 걸》 제1화 ‘프로 야구 에이스를 노려라! 살인귀의 표적’에 게스트로 출연했다.
- 잡지 《애견의 친구》에서 자신의 애견과 함께 지면에 등장, 애견가의 일면도 보인다.
- 도쿄 오다이바에 있는 오에도온센 모노가타리의 설립에 관여하여 연극공방 나카무라 극장에 자신의 이름이 새겨졌다.
- 친척에는 정치가인 고토다 마사즈미, 고토다 마사하루, 여배우 미즈노 마키, 배우 아리카와 히로시가 있다.
- 가족이 도요토미 히데요시의 가신, 하치스카 마사카쓰(하치스카 고로쿠)의 후예인데 여배우 샤쿠 유미코도 친척에 해당한다.
- 국내외를 불문하고 YOSHIKI, 미카와 겐이치, 모리 미쓰코, 이즈미 핀코, 오와다 신야 등 예능계나 각각의 저명인, 정계와도 친분이 깊다.
- 간다 우노의 부친과 동급생으로 야구의 동료이기도 하다.
- 60세가 넘은 나이에 아메바 블로그에서 자신의 블로그를 개설했다.

## 상세 정보

### 출신 학교
- 오이타 현립 쓰쿠미 고등학교
- 와세다 대학

### 선수 경력
사회인 시대
- 닛폰 강관

프로팀 경력
- 도에이 플라이어스·닛타쿠홈 플라이어스·닛폰햄 파이터스(1968년 ~ 1980년)
- 히로시마 도요 카프(1981년 ~ 1982년)
- 세이부 라이온스(1982년 ~ 1985년)
- 요미우리 자이언츠(1986년)

### 지도자·기타 경력
- 니혼 TV 야구 해설위원(1987년 ~ 1992년)
- 요코하마 베이스타스 1군 투수 코치(1993년 ~ 1995년)
- NHK 프로 야구 메이저 리그 해설위원(1996년, 1998년 ~ )
- 캔자스시티 로열스 투수 코치(1997년)

### 수상·타이틀 경력

#### 타이틀
- 최고 승률: 1회(1983년)

#### 수상
- 월간 MVP: 1회(1979년 4월)

### 개인 기록

#### 첫 기록
- 첫 등판·첫 선발: 1969년 4월 13일, 대 한큐 브레이브스 2차전(한큐 니시노미야 구장), 6과 1/3이닝 5실점(4자책점)
- 첫 탈삼진: 상동, 1회말에 프랜시스 아그윌리로부터
- 첫 승리·첫 완투 승리: 1969년 4월 23일, 대 난카이 호크스 1차전(오사카 구장), 9이닝 3실점
- 첫 완봉 승리: 1969년 6월 4일, 대 한큐 브레이브스 7차전(고라쿠엔 구장)
- 첫 세이브: 1974년 6월 8일, 대 롯데 오리온스 전기 9차전(고라쿠엔 구장), 9회초에 2번째 투수로서 구원 등판·마무리, 1이닝 무실점

#### 기록 달성 경력
- 통산 100승: 1978년 4월 9일, 대 한큐 브레이브스 전기 3차전(고라쿠엔 구장), 9이닝 3실점(1자책점)으로 완투 승리 ※역대 72번째
- 통산 100선발승: 1978년 9월 16일, 대 한큐 브레이브스 후기 13차전(한큐 니시노미야 구장), 9이닝 완봉 승리
- 통산 1000탈삼진: 1978년 8월 26일, 대 롯데 오리온스 후기 11차전(고라쿠엔 구장), 3회초에 레론 리로부터 ※역대 56번째
- 통산 150승: 1983년 6월 15일, 대 긴테쓰 버펄로스 10차전(세이부 라이온스 구장), 9이닝 1실점으로 완투 승리 ※역대 36번째
- 통산 150선발승: 1985년 8월 7일, 대 긴테쓰 버펄로스 14차전(세이부 라이온스 구장), 9이닝 2실점 완투 승리

#### 기타
- 시즌 11개 무볼넷 경기: 1979년 ※퍼시픽 리그 기록
- 노히트 노런: 1973년 6월 16일, 대 긴테쓰 버펄로스 전기 9차전(고라쿠엔 구장) ※역대 47번째
- 올스타전 출장: 6회(1975년, 1977년 ~ 1980년, 1983년)

### 등번호
- 14(1968년)
- 21(1969년 ~ 1980년)
- 16(1981년 ~ 1982년 시즌 도중)
- 17(1982년 시즌 도중 ~ 1985년)
- 19(1986년)
- 75(1993년 ~ 1995년)

### 연도별 투수 성적
| 연 도      | 소 속                  | 등 판 | 선 발 | 완 투 | 완 봉 | 무 4 구 | 승 리 | 패 전 | 세 이 브 | 홀 드 | 승 률 | 타 자 | 이 닝  | 피 안 타 | 피 홈 런 | 볼 넷 | 고 4 | 몸 맞 | 탈 삼 진 | 폭 투 | 보 크 | 실 점 | 자 책 점 | 평 자 책 | W H I P |
| ---------- | ---------------------- | ----- | ----- | ----- | ----- | ------- | ----- | ----- | -------- | ----- | ----- | ----- | ------ | -------- | -------- | ----- | ---- | ----- | -------- | ----- | ----- | ----- | -------- | -------- | ------- |
| 1969년     | 도에이 닛타쿠홈 닛폰햄 | 41    | 33    | 10    | 2     | 4       | 13    | 13    | --       | --    | .500  | 884   | 223.0  | 196      | 17       | 31    | 0    | 6     | 122      | 2     | 1     | 81    | 60       | 2.42     | 1.02    |
| 1970년     | 도에이 닛타쿠홈 닛폰햄 | 27    | 25    | 4     | 0     | 2       | 7     | 10    | --       | --    | .412  | 626   | 153.0  | 138      | 25       | 25    | 3    | 3     | 66       | 0     | 0     | 75    | 68       | 4.00     | 1.07    |
| 1971년     | 도에이 닛타쿠홈 닛폰햄 | 33    | 30    | 5     | 1     | 1       | 7     | 15    | --       | --    | .318  | 728   | 176.1  | 182      | 24       | 35    | 2    | 3     | 68       | 0     | 1     | 97    | 83       | 4.24     | 1.23    |
| 1972년     | 도에이 닛타쿠홈 닛폰햄 | 23    | 16    | 1     | 0     | 0       | 4     | 7     | --       | --    | .364  | 399   | 95.2   | 92       | 18       | 24    | 4    | 2     | 54       | 1     | 2     | 55    | 47       | 4.42     | 1.21    |
| 1973년     | 도에이 닛타쿠홈 닛폰햄 | 35    | 25    | 5     | 4     | 0       | 12    | 9     | --       | --    | .571  | 692   | 171.1  | 157      | 17       | 31    | 3    | 8     | 67       | 0     | 2     | 67    | 63       | 3.31     | 1.10    |
| 1974년     | 도에이 닛타쿠홈 닛폰햄 | 35    | 22    | 6     | 0     | 1       | 9     | 11    | 3        | --    | .450  | 750   | 187.2  | 165      | 18       | 34    | 6    | 7     | 119      | 1     | 1     | 76    | 67       | 3.21     | 1.06    |
| 1975년     | 도에이 닛타쿠홈 닛폰햄 | 35    | 30    | 17    | 2     | 0       | 17    | 13    | 0        | --    | .567  | 1041  | 256.0  | 229      | 21       | 65    | 7    | 8     | 120      | 1     | 1     | 94    | 84       | 2.95     | 1.15    |
| 1976년     | 도에이 닛타쿠홈 닛폰햄 | 32    | 32    | 19    | 2     | 2       | 13    | 14    | 0        | --    | .481  | 922   | 230.0  | 214      | 20       | 44    | 6    | 10    | 127      | 0     | 1     | 91    | 83       | 3.25     | 1.12    |
| 1977년     | 도에이 닛타쿠홈 닛폰햄 | 36    | 36    | 19    | 2     | 4       | 17    | 17    | 0        | --    | .500  | 1101  | 278.2  | 235      | 29       | 39    | 5    | 11    | 160      | 3     | 1     | 106   | 92       | 2.97     | 0.98    |
| 1978년     | 도에이 닛타쿠홈 닛폰햄 | 34    | 31    | 11    | 4     | 3       | 9     | 10    | 2        | --    | .474  | 946   | 234.0  | 230      | 16       | 28    | 4    | 8     | 107      | 1     | 0     | 90    | 75       | 2.88     | 1.10    |
| 1979년     | 도에이 닛타쿠홈 닛폰햄 | 37    | 28    | 21    | 2     | 11      | 20    | 11    | 4        | --    | .645  | 1017  | 254.2  | 257      | 21       | 23    | 2    | 4     | 118      | 1     | 0     | 89    | 78       | 2.76     | 1.10    |
| 1980년     | 도에이 닛타쿠홈 닛폰햄 | 30    | 23    | 9     | 2     | 1       | 10    | 9     | 1        | --    | .526  | 643   | 152.2  | 164      | 21       | 24    | 5    | 5     | 86       | 1     | 0     | 75    | 69       | 4.07     | 1.23    |
| 1981년     | 히로시마               | 16    | 8     | 1     | 0     | 1       | 2     | 5     | 2        | --    | .286  | 272   | 66.0   | 70       | 9        | 10    | 1    | 1     | 42       | 0     | 0     | 34    | 29       | 3.95     | 1.21    |
| 1982년     | 히로시마               | 3     | 1     | 0     | 0     | 0       | 0     | 0     | 0        | --    | ----  | 15    | 3.0    | 7        | 1        | 0     | 0    | 0     | 3        | 0     | 0     | 3     | 2        | 6.00     | 2.33    |
| 1982년     | 세이부                 | 17    | 13    | 3     | 2     | 0       | 7     | 2     | 1        | --    | .778  | 369   | 94.2   | 81       | 3        | 18    | 4    | 3     | 36       | 0     | 0     | 25    | 24       | 2.28     | 1.05    |
| '82 소계   | 세이부                 | 20    | 14    | 3     | 2     | 0       | 7     | 2     | 1        | --    | .778  | 384   | 97.2   | 88       | 4        | 18    | 4    | 3     | 39       | 0     | 0     | 28    | 26       | 2.40     | 1.09    |
| 1983년     | 세이부                 | 25    | 24    | 4     | 0     | 3       | 13    | 3     | 0        | --    | .813  | 583   | 142.2  | 137      | 15       | 23    | 4    | 4     | 37       | 0     | 1     | 54    | 48       | 3.03     | 1.12    |
| 1984년     | 세이부                 | 10    | 10    | 1     | 0     | 0       | 2     | 3     | 0        | --    | .400  | 186   | 43.2   | 52       | 13       | 7     | 0    | 1     | 21       | 0     | 1     | 35    | 34       | 7.01     | 1.35    |
| 1985년     | 세이부                 | 20    | 16    | 5     | 0     | 3       | 7     | 6     | 0        | --    | .538  | 401   | 101.1  | 104      | 10       | 10    | 1    | 3     | 35       | 0     | 0     | 52    | 49       | 4.35     | 1.13    |
| 1986년     | 요미우리               | 4     | 1     | 0     | 0     | 0       | 0     | 0     | 0        | --    | ----  | 38    | 8.1    | 12       | 3        | 2     | 1    | 0     | 3        | 0     | 0     | 5     | 5        | 5.40     | 1.68    |
| 통산: 18년 | 통산: 18년             | 493   | 404   | 141   | 23    | 36      | 169   | 158   | 13       | --    | .517  | 11613 | 2872.2 | 2722     | 301      | 473   | 58   | 87    | 1391     | 11    | 12    | 1204  | 1060     | 3.32     | 1.11    |

- 굵은 글씨는 시즌 최고 성적.
- 도에이(도에이 플라이어스)는 1973년에 닛타쿠홈(닛타쿠홈 플라이어스), 1974년에 닛폰햄(닛폰햄 파이터스)으로 구단명을 변경.

### 내용주
1. ↑  이 외에도 다카하시는 닛폰햄 시절에 한큐 브레이브스와의 경기에서 1피안타 완투를 두 차례나 달성했다.
2. ↑  또한 이 경기는 닛타쿠홈 2안타, 긴테쓰는 무안타로 한 경기 양팀 총 안타 개수의 최소 기록 타이를 이룬 경기이기도 하다.
3. ↑  당시 규정에서는 승리·세이브의 양쪽 모두를 인정하지 않을 이유가 없었기 때문에 다카하시는 양쪽 모두를 기록했지만 룰 개정에 의해 세이브를 기록하는 투수의 조건으로 ‘승리 투수의 기록을 얻지 않은 투수’라는 항목이 들어갔다(현행 규정에선 다카하시와 같은 경우는 세이브가 연결되지 않고 승리로만 기록된다).

### 참조주
1. 1 2  【11月10日】1980年（昭55）　“優勝請負人”江夏、東京へ　エースと守護神のトレード 보관됨 2015-12-08 - 웨이백 머신 - 스포츠 닛폰, 2007년 11월 10일